# 心跳一線間
《心跳一線間》（英語：Pulse）是Netflix原創美國醫療電視劇。由柔伊·羅賓（Zoe Robyn）開創。本劇以邁阿密的醫院為背景，講述在邁阿密的一所醫院中，一群急診室的住院醫生因一起性騷擾指控而出現分歧。首季於2025年4月3日在Netflix播出。

## 劇情大綱
在邁阿密的一所醫院中，一群急診室的住院醫生因一起性騷擾指控而出現分歧。同時，他們需應對各類的醫療危機和個人問題。

## 演員及角色
- 薇拉·費茲傑羅 飾演 丹妮爾“丹尼”西姆斯（Danielle “Danny” Simms）

馬奎爾醫院急診科三年級住院醫師。
- 柯林·伍德爾 飾演 桑德·菲利普斯（Xander Phillips）

馬奎爾醫院急診醫學住院總醫師。
- 賈斯蒂娜·馬查多（英语：Justina Machado） 飾演 娜塔莉亞·克魯斯（Natalia Cruz）

外科和急診醫學系主任。
- 傑克·班農（英语：Jack Bannon (English actor)） 飾演 湯姆·科爾（Tom Cole）

外科住院醫師。
- 傑西·亞瑟 飾演 薩姆·伊利亞（Sam Elijah）

三年級住院醫學醫師。
- 丹妮拉·尼威斯（英语：Daniela Nieves） 飾演 卡米拉·佩雷斯（Camila Perez）

三年級醫學生。
- 雀兒喜·謬爾黑德（Chelsea Muirhead）飾演 陳蘇菲（Sophie Chan）

外科實習生。
- 潔西·葉茲（Jessy Yates）飾演 哈珀·西姆斯（Harper Simms）

二年級急診醫學住院醫師和丹尼的妹妹，她在一次事故後只能坐在輪椅上。

## 集數
| 總集數 | 集數 （季） | 標題                     | 導演                       | 編劇                                       | 首播日期     |
| ------ | ----------- | ------------------------ | -------------------------- | ------------------------------------------ | ------------ |
| 1      | 1           | 艾比 Abby                | 凱特·丹尼斯（Kate Dennis） | 柔伊·羅賓（Zoe Robyn）                     | 2025年4月3日 |
| 2      | 2           | Alone Time               | 凱特·丹尼斯                | 柔伊·羅賓                                  | 2025年4月3日 |
| 3      | 3           | 電力 Power               | 莎拉·博伊德（Sarah Boyd）  | 海倫·崔德瑞絲（Helen Childress）           | 2025年4月3日 |
| 4      | 4           | Treat 'Em and Street 'Em | 莎拉·博伊德                | 雪帕德·布歇（Shepard Boucher）             | 2025年4月3日 |
| 5      | 5           | Nothing Personal         | S·J·梅因·穆諾茲            | 喬安娜·李（Johanna Lee）                   | 2025年4月3日 |
| 6      | 6           | Homestead                | S·J·梅因·穆諾茲            | 安·切爾基斯（Ann Cherkis）                 | 2025年4月3日 |
| 7      | 7           | 選擇 Choices             | 溫迪·斯坦澤勒              | 約書亞·特羅克（Joshua Troke）              | 2025年4月3日 |
| 8      | 8           | Retreat                  | 溫迪·斯坦澤勒              | 弗蘭·庫柏伯格（Fran Kuperberg）、柔伊·羅賓 | 2025年4月3日 |
| 9      | 9           | The Last Shift           | 卡尔顿·库斯                | 柔伊·羅賓、卡尔顿·库斯                     | 2025年4月3日 |
| 10     | 10          | Kennedy                  | 卡尔顿·库斯                | 卡尔顿·库斯                                | 2025年4月3日 |

## 外部連結
- 在Netflix上觀看《心跳一線間》
- 互联网电影数据库（IMDb）上《心跳一線間》的资料（英文）
- 豆瓣电影上《心跳一線間》的資料 （简体中文）